# Riche chasseur kirghize avec un faucon
Riche chasseur kirghize avec un faucon (en russe : Богатый киргизский охотник с соколом) est un tableau du peintre russe Vassili Verechtchaguine, consacré à son ami Baïtik Kanaev (1820-1886), avec lequel il a fait connaissance en 1867, quand ce dernier est invité à Saint-Pétersbourg, parmi 17 représentants de la région du Turkestan, à la réception donnée par Alexandre II. 

## Histoire de la composition
Kanaev qui est un représentant important, prestigieux de l'intelligentsia nomade, parlant bien le russe, suscite un grand intérêt chez le jeune artiste Verechtchaguine, qui n'a que 25 ans. De son côté, Baïtik Kanaev n'a jamais vu de telles peintures du fait que, élevé dans les traditions de l'islam, le dessin était interdit dans sa religion. Mais son attrait pour l'art le pousse à communiquer avec Verechtchaguine. Plus tard, lors de la campagne du Turkestan, le hasard a de nouveau réunis les deux amis. Baïtik Kanaev était connu pour être un ennemi irréductible du Khanat de Kokand et un ami de la Russie. Verechtchaguine est invité au Turkestan russe par le gouverneur-général Constantin von Kaufmann qui apprécie l'artiste et l'engage sous ses ordres. En 1868 et 1870, il y réalise les tableaux de la Série du Turkestan.

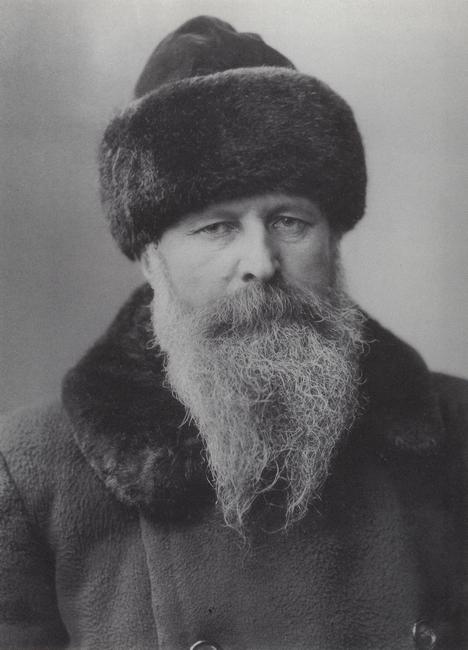
Vassili Verechtchaguine

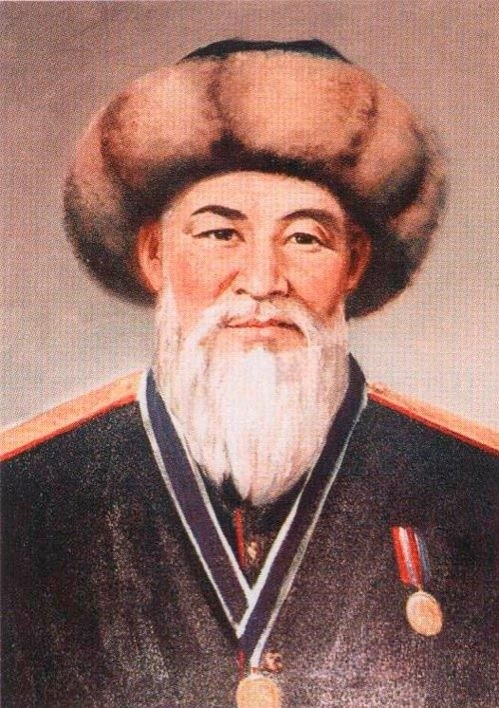
Baïtik Kanaev

Le tableau est peint par Verechtchaguine en 1871 à Munich, en témoignage de reconnaissance pour l'hospitalité de Baïtik Kanaev, chef suprême chez les Kirghizes de la tribu des Soltos, qui l'a reçu avec une hospitalité toute orientale et des honneurs exceptionnels lors de son voyage à Jetyssou. Le tableau représente Kanaev dans sa yourte avec un faucon sur la main. Il est représenté portant une couvre-chef kirghize traditionnel, le kalpak, vêtu d'une robe et d'une cape traditionnelles au Turkestan et d'une culotte traditionnelle de nomade. Ces vêtements étaient généralement cousu par des tailleurs kachgars ou kokansk.   
Parmi les œuvres de Verechtchaguine dédiées à Jetyssou (Oblast de Semiretchie) se trouvent des vues des montagnes proches de la station de Lepsi, des crêtes du Trans-Ili Alataou, des vallées du fleuve Tchou, du lac Alakol. Le peintre est monté aussi sur les crêtes du Jungar Alatau. En Kirghizie, il a peint le lac Yssyk Koul, les sommets enneigés de la chaîne de Tian Shan, la ville de Naryn, et il a réalisé des croquis des gorges de Boom. On lui doit encore cinq études réalisées dans les montagnes proches d'Yssyk Koul, dont la meilleure est le défilé de Barskaoun. C'est son amitié avec Baïtik Kanaev qui a permis au peintre de voyager sans danger de Jetyssou jusqu'en Chine. À cette époque, toute la région du Turkestan était en guerre contre les envahisseurs russes et offenser ou blesser un ami de Baïtik Kanaev pouvait coûter cher. Verechtchaguine a réalisé encore trois autres peintures du peuple Solto : Kirghizes, Campement kirghize et Tentes de nomades kirghizes près de la rivière Tchou.
Le tableau du chasseur avec un faucon a été exposé pour la première fois en 1873, quand Verechtchaguine organise une exposition personnelle de ses œuvres au Crystal Palace à Londres. En Russie, elle n'est exposée que l'année suivante, en 1874, lors d'une exposition à Saint-Pétersbourg. Actuellement, la toile se trouve dans les collections de la Galerie Tretiakov à Moscou.

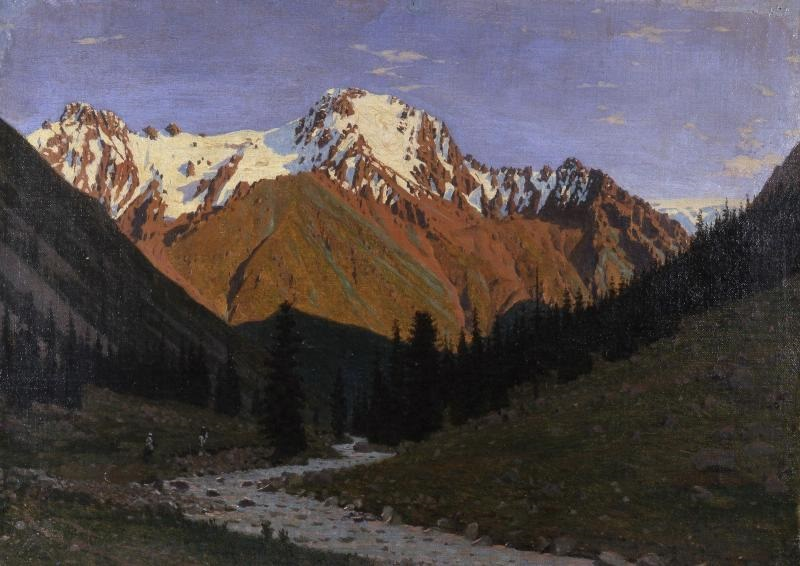
Défilé de Barskaoun
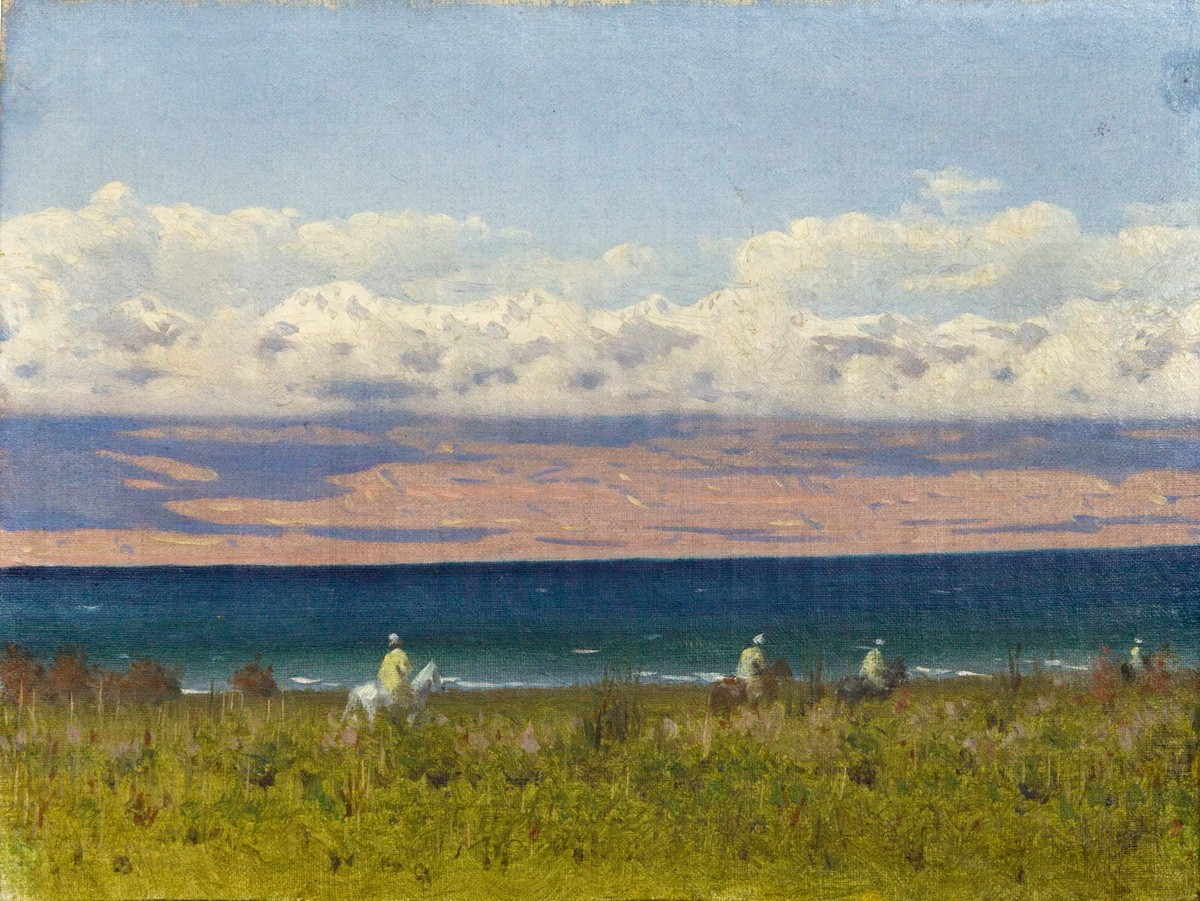
Lac Alakol
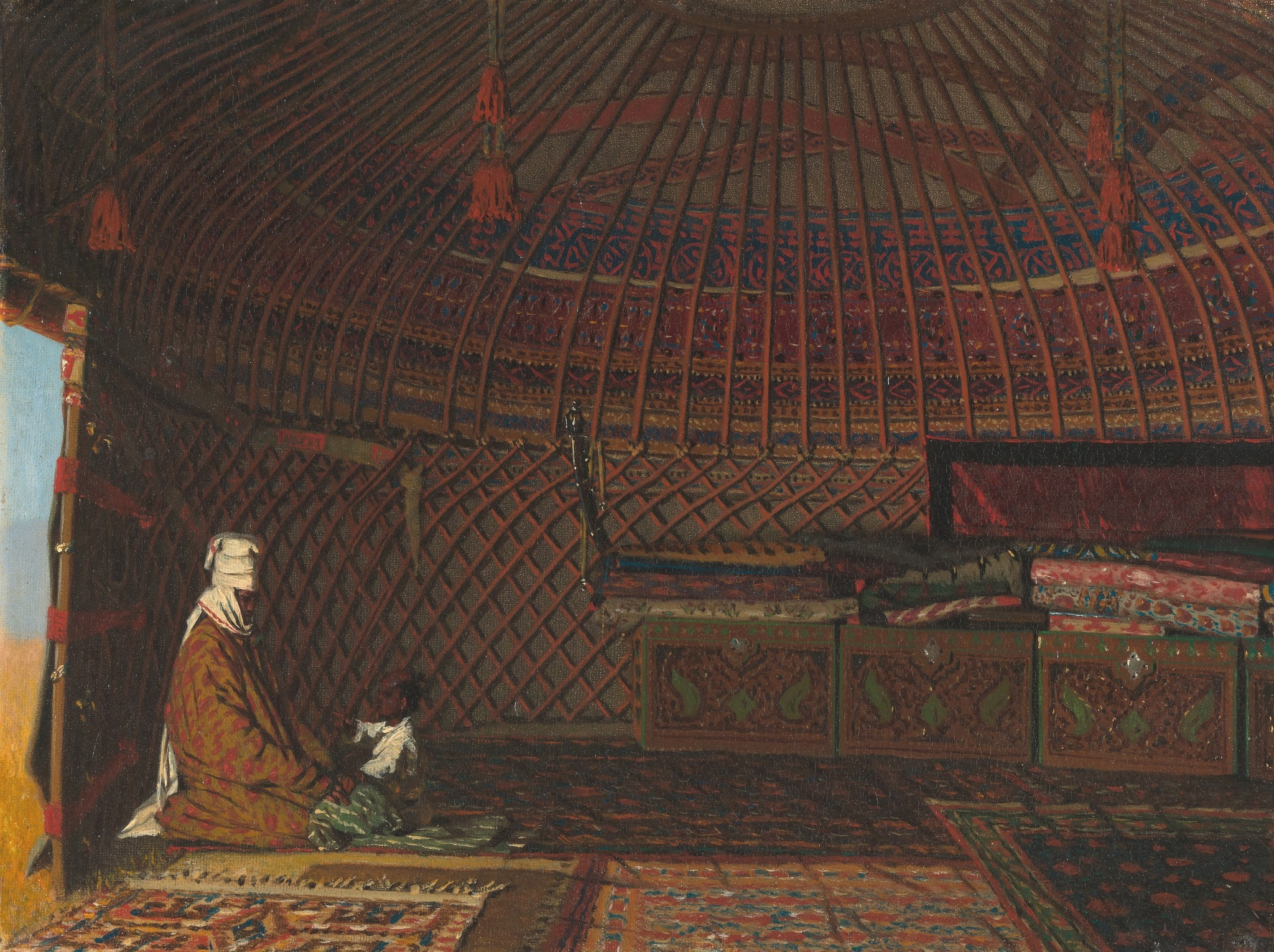
Intérieur de yourte d'un riche Kirghize
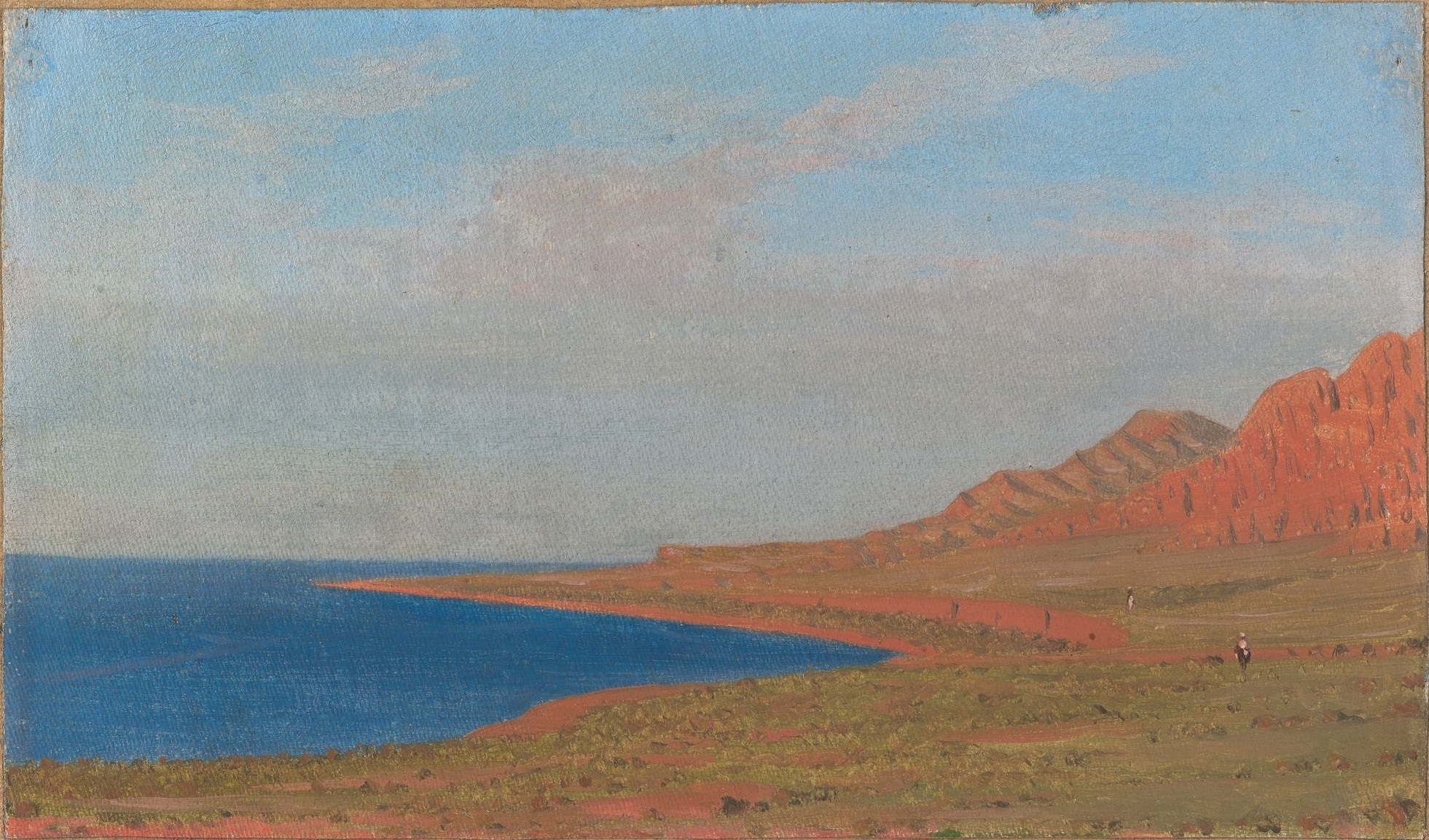
Le lac Yssyk Koul par Verechtchaguine
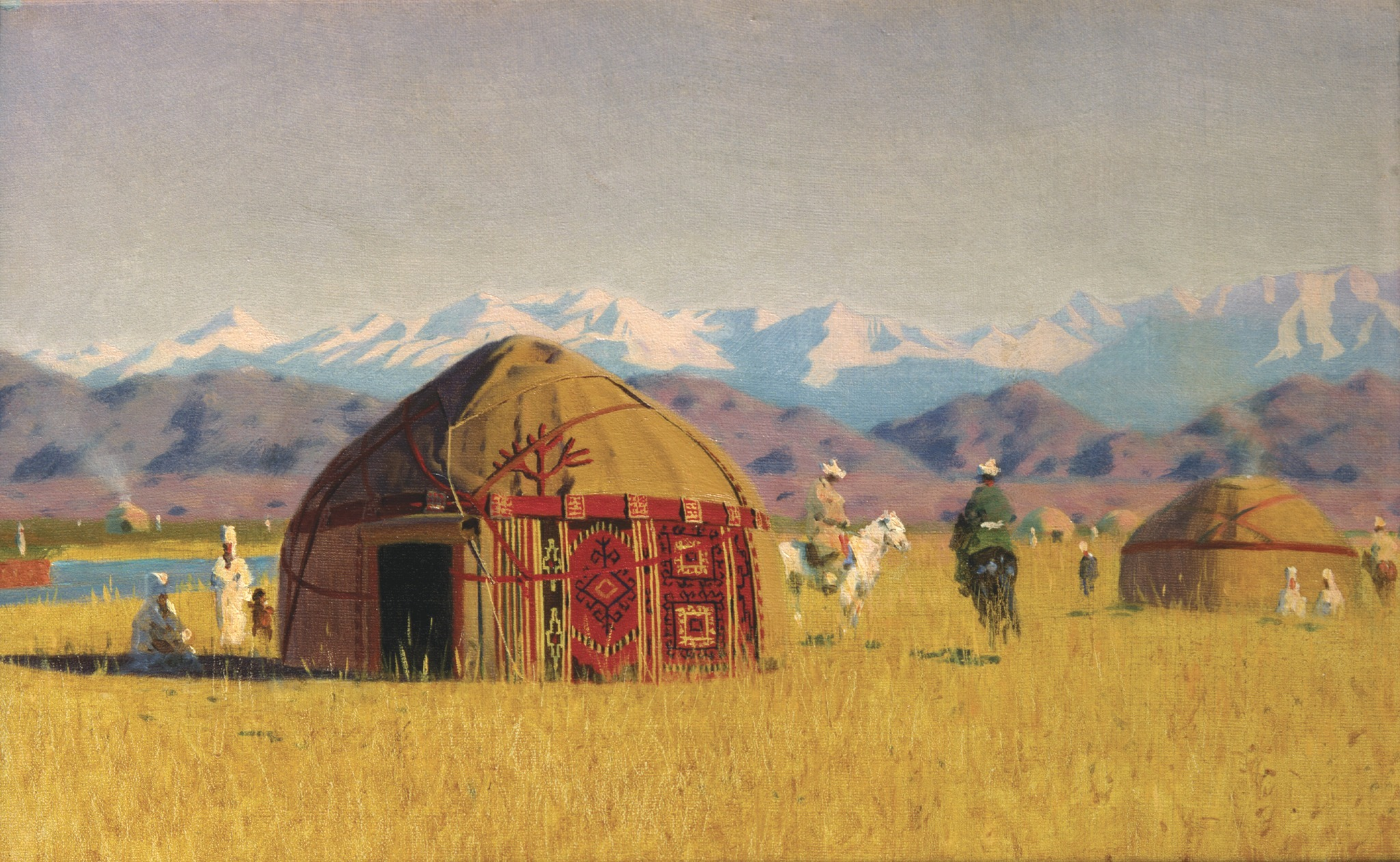
Tente de nomades kirghizes près de la rivière Tchou

## Honneurs
Une des rues centrales de Bichkek a reçu le nom de Baïtik Kanaev à l'époque soviétique. Kanaev s'est vu attribuer la grande médaille d'or d'Annenski et le cordon de l'ordre impérial de Stanislas du IIIe degré.